# Khalil Fayad
Pour les articles homonymes, voir Fayad.
Khalil Fayad (en arabe : خليل فياض), né le 9 juin 2004 à Montpellier (Hérault), est un footballeur franco-marocain qui évolue au poste de milieu axial au Montpellier HSC.

## Biographie
Khalil Fayad est né à Montpellier. Son père ouvrier et sa mère assistante de vie sont tous deux d'ascendance marocaine et il a deux grandes sœurs. Il grandit dans le quartier montpelliérain des Sabines et passe un baccalauréat général spécialité science politique et science économique avant de se lancer dans des études de commerce et de marketing par correspondance,.

## Carrière

### En club

#### À l'AS Saint-Martin Montpellier (2009-2010)
Son père, fan de Zinédine Zidane, lui transmet sa passion du football et à l'âge de 5 ans, il prend sa première licence à l'AS Saint-Martin Montpellier (aussi connu sous le nom de Saint-Martin Gazélec), un club situé non loin de son domicile. 
Combinant l'école avec le football au quartier, il raconte lors d'une interview : « Mes amis voyaient que j’avais des qualités, ils me disaient tous : "Si tu continues comme ça, tu vas réussir" ». Fan du FC Barcelone, il reste à l'AS Saint-Martin Montpellier jusqu'à son recrutement par le MHSC.

#### Au Montpellier HSC (depuis 2010)
Par le biais d'un contact de son père au Montpellier HSC, il passe deux détections pour le club, qui s'avèrent concluantes, puisqu'il intègre son école de foot (réservée aux moins de 13 ans) à l'issue de ces dernières. Quelques mois après son arrivée à Montpellier HSC, lors de la Galette des Rois du club, il remporte un lot qui lui permet de vivre une préparation de l'effectif professionnel, qui s'apprêtent à jouer contre les Girondins de Bordeaux, lors de l'année du titre en 2012. Il en profite pour se prendre en photo avec Younès Belhanda et Olivier Giroud. Témoignant d'un certain talent balle au pied, il est régulièrement surclassé et continue son parcours en centre de préformation (réservé aux moins de 15 ans) puis de formation. 
Lors de la saison 2021-2022, il est intégré à l'équipe réserve du club et dispute une quinzaine de matchs de National 2 sous les ordres de Frédéric Garny. S'il ne peut empêcher la relégation de l'équipe réserve en National 3, ses qualités tapent néanmoins dans l'œil des dirigeants du club, qui lui font signer son premier contrat professionnel le 25 mars 2022. 
En juillet 2022, il est intégré à l'équipe première du club, avec laquelle il dispute des matchs amicaux (face à Rodez, l'Espanyol et Clermont) et participe à un stage estival de présaison,. Là encore, ses performances au milieu de terrain impressionnent et il est retenu pour le premier match de la saison, à domicile, contre Troyes (victoire 3-2), le 7 août 2022. S'il reste sur le banc pendant l'intégralité de cette rencontre, il fait néanmoins une entrée très remarquée lors de la suivante, au parc des Princes, face au PSG (défaite 5-2), en délivrant une passe décisive, pour Enzo Tchato, au bout de six minutes de jeu. Pour le récompenser, l'entraîneur Olivier Dall'Oglio décide de l'aligner lors du match suivant face à l'AJ Auxerre (défaite 1-2) mais il est expulsé au début de la seconde mi-temps pour un tacle sur Nuno Da Costa. Beaucoup jugent l'expulsion disproportionnée au vu du geste,. 
Le 3 février 2023, 11 mois après avoir signé son premier contrat professionnel, Khalil Fayad prolonge son contrat au MHSC jusqu'en juin 2027.  
Lors de la saison 2023-2024, il inscrit son premier but professionnel le 13 octobre 2023 contre le Toulouse FC, à l'occasion de la 10e journée de championnat, grâce à une passe décisive de Boubakar Kouyaté (victoire, 3-0).

### En sélection nationale

#### Avec les moins de 18 ans (2021)
Alors qu'il évolue dans l'équipe réserve du Montpellier HSC, Khalil Fayad est appelé pour la première fois en équipe de France des moins de 18 ans pour disputer le 14e tournoi Lafarge Foot Avenir, qui se déroule du 1er au 5 septembre 2021 au stade municipal de Beaublanc à Limoges. Répondant présent, il s'illustre notamment en égalisant (1-1) d'une sublime frappe enroulée des 25 mètres lors du second match des Bleuets, face à l'Espagne (2-2), vainqueuse de cette édition.  
Lionel Rouxel le rappelle le mois suivant pour disputer deux matchs amicaux contre l'Algérie au CNF de Clairefontaine. Lors du premier match (remporté 6-0) le 7 octobre 2021, Khalil Fayad s'illustre en délivrant deux passes décisives : une première, sur corner, pour l'ouverture du score de Yoan Koré à la 5e minute et une seconde pour le dernier but de la partie, inscrit par Edoly Lukoki Mateso à la 83e minute,. 

#### Avec les moins de 19 ans (2022-2023)
Le 15 septembre 2022, il figure sur la liste concoctée par Lionel Rouxel (placé à la tête des moins de 19 ans pour la saison 2022-2023) pour la 28e édition de la Subotica Cup, organisée en Voïvodine du 22 au 26 septembre 2022. Titulaire lors du premier match, contre le Portugal (défaite 0-2), Khalil Fayad est remplaçant lors des deux matchs suivants, qui voient les Bleuets triompher de la Finlande (victoire 2-0) et échouer face à la Serbie (défaite 1-3) malgré leur ouverture du score,.   
Le 22 novembre 2022, il hérite pour la première fois du brassard de capitaine des Bleuets, à l'occasion d'un match contre l'Écosse (victoire 1-3) comptant pour le premier tour des éliminatoires de l'Euro 2023.

#### Avec les moins de 20 ans (2023-2024)
Le 8 septembre 2023, il est convoqué et titularisé par Landry Chauvin avec l'équipe de France -20 ans pour un match amical face au Danemark au Gladsaxe Stadion (match nul, 2-2).
En mars 2024, il est retenu pour une double confrontation amicale contre l'Allemagne. Titularisé mais défait lors du premier match (3-1), il reçoit une nouvelle titularisation trois jours plus tard lors du deuxième match et délivre deux passes décisives à Mohamed-Ali Cho et Kyliane Dong (match nul, 4-4).

#### Changement de nationalité sportive: Maroc (depuis 2024)
Le 27 mai 2024, il publie un communiqué via une publication Instagram dans lequel il révèle changer de nationalité sportive et jouer désormais pour l'équipe du Maroc, pays de ses parents,,.

## Style de jeu
Son style de jeu se distingue par plusieurs caractéristiques clés qui le rendent indispensable sur le terrain. Tout d'abord, sa polyvalence est une de ses plus grandes forces. Fayad est capable d'évoluer à divers postes au milieu de terrain. Que ce soit en tant que sentinelle, milieu relayeur ou même milieu offensif, il offre ainsi de multiples options tactiques à son entraîneur. Cette capacité à s'adapter à différents rôles démontre sa compréhension approfondie du jeu et sa flexibilité sur le terrain, qualités précieuses pour un joueur de son âge.
En plus de sa polyvalence, Fayad est également reconnu pour sa technique et sa vision du jeu exceptionnelles. À l'image d'Andrés Iniesta, l'un de ses modèles, Fayad est un joueur techniquement doué, connu pour sa précision dans les passes et sa capacité à lire le jeu avec une grande clarté. Sa petite taille (1,72m) est compensée par une excellente maîtrise du ballon et une lecture du jeu supérieure. Ces qualités lui permettent de dicter le rythme du jeu et de garder le contrôle du ballon même sous pression, rendant son équipe plus fluide et dangereuse.
La créativité est une autre caractéristique marquante du style de jeu de Fayad. Il se distingue par sa capacité à créer des opportunités de but, excellant dans l'art de la dernière passe. Toujours à l'affût de la meilleure option pour ses coéquipiers, il aime être à l'origine des actions décisives. Que ce soit par des passes clés ou des contributions directes à la construction du jeu, Fayad cherche constamment à faire la différence dans les moments clés, ajoutant une dimension offensive cruciale à son équipe.

## Statistiques
| Saison                | Club                  | Championnat           | Championnat | Championnat | Championnat | Coupe(s) nationale(s) | Coupe(s) nationale(s) | Coupe(s) nationale(s) | Total | Total | Total |
| Saison                | Club                  | Division              | M.          | B.          | P.d.        | M.                    | B.                    | P.d.                  | M.    | B.    | P.d.  |
| 2022-2023             | Montpellier HSC       | Ligue 1               | 24          | 0           | 2           | 1                     | 0                     | 0                     | 25    | 0     | 2     |
| 2023-2024             | Montpellier HSC       | Ligue 1               | 23          | 3           | 0           | 2                     | 0                     | 0                     | 25    | 3     | 0     |
| 2024-2025             | Montpellier HSC       | Ligue 1               | 0           | 0           | 0           | 0                     | 0                     | 0                     | 0     | 0     | 0     |
| Total sur la carrière | Total sur la carrière | Total sur la carrière | 47          | 3           | 2           | 3                     | 0                     | 0                     | 50    | 3     | 2     |